# Trimetrexat
Trimetrexat ist eine chemische Verbindung aus der Gruppe der Chinazolinderivate und ein Folsäure-Antagonist.

## Gewinnung und Darstellung
Trimetrexat kann durch eine mehrstufige Reaktion ausgehend von 2-Chlor-5-nitrobenzonitril gewonnen werden.

## Eigenschaften
Trimetrexat unterscheidet sich von Methotrexat dadurch, dass ihm der für die intrazelluläre Polyglutaminierung notwendige endständige Glutamatanteil fehlt.
Trimetrexat ist lipophil und durchdringt Zellmembranen leicht durch passive Diffusion und unabhängig vom Folat-Membrantransporter. Dadurch gelangt es auch in Zellen von Organismen, die dieses Transportprotein nicht besitzen, wie etwa der Schlauchpilz Pneumocystis carinii. In den Zellen hemmt Trimetrexat die Dihydrofolatreduktase (DHFR), wodurch die Biosynthese bestimmter Nukleinbasen gehemmt wird, was zum Zelltod führt.

## Verwendung
Trimetrexat ist angezeigt zur Behandlung von Lungenentzündung durch Infektion mit Pneumocystis carinii (Pneumocystis-Pneumonie, PcP) bei immunsupprimierten Patienten, wie z. B. AIDS-Kranken. Zur Unterdrückung der toxischen Wirkungen auf das Knochenmark (Myelosuppression) muss die Verbindung in Kombination mit Leucovorin gegeben werden. Eine Studie zeigte die Wirksamkeit und Sicherheit der Kombination sowohl für die Erst- als auch die Mehrlinienbehandlung der PcP  bei Patienten mit AIDS.  Trimetrexat(D-glucuronat) war unter dem Präparatenamen Neutrexin (MedImmune) zugelassen.
Trimetrexat und sein Glucuronat wurden auch für die Chemotherapie untersucht.
Die Verbindung wurde 1974 von Parke-Davis patentiert.

## Toxizität
Die Toxizität von Trimetrexat bei Ratten hängt in gewissem Maße von der Art der Verabreichung ab, obwohl das Wirkungsspektrum qualitativ dem ähnelt, das bei anderen Tierarten und bei anderen Folatantagonisten beobachtet wurde.

## Regulierung
Über den Safe Drinking Water and Toxic Enforcement Act of 1986 besteht in Kalifornien seit dem 26. August 1997 eine Kennzeichnungspflicht für Produkte, die Trimetrexatglucuronat enthalten.

## Externe Links zu erwähnten Verbindungen
1. ↑  Externe Identifikatoren von bzw. Datenbank-Links zu Trimetrexatglucuronat:  CAS-Nr.: 82952-64-5, EG-Nr.: 692-446-3, ECHA-InfoCard: 100.220.447, PubChem: 54949, ChemSpider: 49620, Wikidata: Q27282570.
2. ↑  Externe Identifikatoren von bzw. Datenbank-Links zu Trimetrexat-Trihydrochlorid:  CAS-Nr.: 1658520-97-8, PubChem: 45006154, ChemSpider: 21117757, Wikidata: Q81984453.
3. ↑  Externe Identifikatoren von bzw. Datenbank-Links zu Trimetrexat-Acetat-Monohydrat:  CAS-Nr.: 117381-09-6, PubChem: 21186988, ChemSpider: 13582609, Wikidata: Q27253389.
4. ↑  Externe Identifikatoren von bzw. Datenbank-Links zu 2-Chlor-5-nitrobenzonitril:  CAS-Nr.: 16588-02-6, EG-Nr.: 240-643-6, ECHA-InfoCard: 100.036.933, PubChem: 85504, ChemSpider: 77114, Wikidata: Q72455739.